# Leixões S.C.
Leixões Sport Club je portugalski nogometni klub iz gradića Matosinhosa na portugalskom sjeveru, nedaleko od Porta.
Utemeljen je 1907. godine.

## Klupski uspjesi
Portugalski kup 1961. (2:0 u završnici protiv Porta)
Završnica Portugalskog kupa 2002. (izgubili susret protiv Sportinga iz Lisabona).
Sudjelovanja u Kupu UEFA i Kupu pobjednika kupova.
Prvo mjesto u Ligi de Honri 2006./07.

## Vanjske poveznice
- Site Oficial do Leixões Sport Club Službene stranice
- Fórum dos Adeptos do Leixões  Arhivirana inačica izvorne stranice od 30. rujna 2006. (Wayback Machine)
- Blogue não oficial do Leixões  Arhivirana inačica izvorne stranice od 7. ožujka 2007. (Wayback Machine)